# Molophilus (Molophilus) cadmus
Molophilus (Molophilus) cadmus is een tweevleugelige uit de familie steltmuggen (Limoniidae). De soort komt voor in het Oriëntaals gebied.